# Hengduan Shangu
Hengduan Shangu (chinesisch 横断山谷 ‚Traversetal‘) ist ein 2,5 km langes Tal auf der Fildes-Halbinsel von King George Island im Archipel der Südlichen Shetlandinseln. Es erstreckt sich von der Große-Mauer-Station in nordwestlicher Richtung zur Küste. Durchflossen wird das Tal vom 2,5 km langen Yuquan He.
Chinesische Wissenschaftler benannten es 1986 im Zuge von Kartierungsarbeiten und der Erstellung von Luftaufnahmen.